# San Juan de la Costa
San Juan de la Costa es una comuna chilena, ubicada en la Provincia de Osorno, en la Región de Los Lagos, en la zona sur de Chile. 
La comuna limita al norte con La Unión, al este con San Pablo y Osorno, al oeste con el Océano Pacífico y al sur con Río Negro. 

## Historia
La zona fue habitada primeramente por el pueblo Huilliche. 
El congreso nacional, la declara como comuna, a través de la ley N.º 1-2868, el 26 de octubre de 1979; transformándose en la séptima comuna de la provincia de Osorno. Igualmente es conocida por ser una de las zonas principales donde actualmente vive el pueblo Huilliche.

## Medio ambiente

### Geomorfología y componentes abióticos

Trazado simplificado de los ecosistemas y cuerpos de agua presentes en la comuna de San Juan de la Costa.

La comuna de San Juan de la Costa se encuentra emplazada en las unidades geomorfológicas de Planicie marina o fluviomarina, Llano central con morrenas y conos y Cordillera de la costa; y presenta según la clasificación climática de Köppen clima templado lluvioso (Cfb), clima templado lluvioso con leve sequedad estival (Cfb (s)), clima templado lluvioso con leve sequedad estival e influencia costera (Cfb (s) (i)) y clima templado lluvioso frío con leve sequedad estival (Cfc (s)). Esta además se halla entre las cuencas hidrográficas de Cuencas e islas entre río Bueno y río Puelo y río Bueno. Además, la comuna posee diversos cuerpos de agua, entre los que se destacan la laguna Trinidad; y río Bueno, río Cahuinalhue, río Curaco, río Hueyelhue, río Lefcaihue, río Liucura, río Llesquehue, río Muicolpue, río Quilhue, río Rehuilaquen, río Tranallaquin o Contaco y río Verde.

### Componentes bióticos
Dentro del territorio de la comuna se pueden hallar los siguientes ecosistemas:
- Bosque caducifolio templado donde predominan Nothofagus obliqua y Laurelia sempervirens (En peligro)
- Bosque laurifolio templado costero donde predominan ‘‘Weinmannia trichosperma’‘ y ‘‘Laureliopsis philippiana’‘ (Preocupación menor)
- Bosque laurifolio templado interior donde predominan Nothofagus dombeyi y Eucryphia cordifolia (Preocupación menor)
- Bosque resinoso templado costero donde predomina Fitzroya cupressoides (Preocupación menor)

### Medidas de protección ambiental y conflictos socioambientales
Hasta 2022, la comuna de San Juan de la Costa cuenta con las siguientes zonas que poseen algún nivel de protección ambiental:
- Comunidad Melillanca Guanqui (Parque Juan Melillanca Naguian) (Iniciativa de Conservación Privada)[10]
- Cordillera de la costa (Sitios ERB)[11]
- Cordillera de la costa (Sitios Ley 19.300)[12]
- Ecoparque Arrayanes (Iniciativa de Conservación Privada)[13]
- El Mirador (Maicolpi) (Iniciativa de Conservación Privada)[14]
- Estero el Trauco (Iniciativa de Conservación Privada)[15]
- Lote A Purretrun Pucatrihue (Iniciativa de Conservación Privada)[16]
- Parque Coiguería de Pualhue (Iniciativa de Conservación Privada)[17]
- Parque Pichi Mallay (Iniciativa de Conservación Privada)[18]
- Reserva Costera Valdiviana (Iniciativa de Conservación Privada)[19]
- Sin Nombre (Sergio Morales) (Iniciativa de Conservación Privada)[20]

## Demografía

### Localidades
Su capital comunal es el centro urbano de Puaucho, situada a 34 km de Osorno. La comuna se conecta con la ciudad de Osorno a través de la ruta U-40.
Principales centros urbanos:
- Bahía Mansa (puerto)
- Puaucho
- Pucatrihue
- Maicolpue

## Administración

### Municipalidad
La Municipalidad de San Juan de la Costa para el periodo 2021-2024 es dirigida por el alcalde Bernardo Candia Henríquez (Partido Demócrata Cristiano - Unidos Por la Dignidad) y el concejo municipal conformado por los concejales:
- Marcelo Cheuquian Cumian (IND - Ecologistas e IND)
- Omar Pérez García (IND - Ecologistas e IND)
- Jesica Orietta Ojeda Gualaman (Partido Socialista de Chile)
- Sylvia Margarita Cañulef Cañulef (Partido Socialista de Chile)
- Eduardo Sebastián Ortega Piniao (Partido Demócrata Cristiano)
- Julio Hernán Ojeda Gualaman (Partido Demócrata Cristiano)

### Representación parlamentaria
San Juan de la Costa forma parte de la Circunscripción Senatorial XIII y del Distrito Electoral 25. Es representada en la Cámara de Diputados del Congreso Nacional por los siguientes diputados:
- Daniel Lilayú Vivanco (Unión Demócrata Independiente)
- Emilia Nuyado Ancapichún (Partido Socialista de Chile)
- Héctor Alejandro Barría Angulo (Partido Demócrata Cristiano)
- Harry Jürgensen Rundshagen (IND - Partido Republicano de Chile)

En el Senado, la representan:
- Iván Moreira Barros (Unión Demócrata Independiente)
- Carlos Ignacio Kuschel Silva (Renovación Nacional)
- Fidel Espinoza Sandoval (Partido Socialista de Chile)

## Economía

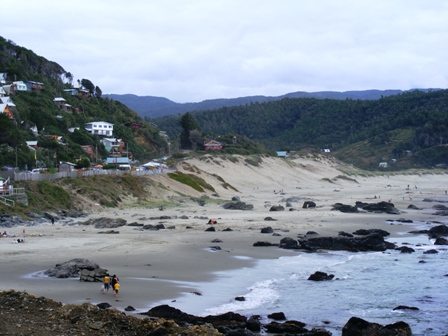
Pucatrihue.

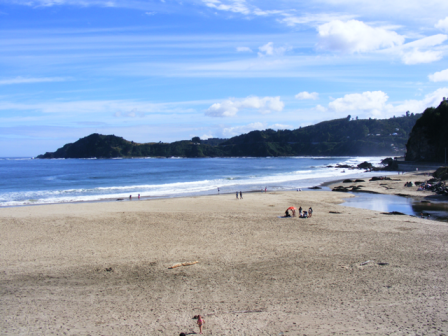
Maicolpue, sector Río Sur.

En 2018, la cantidad de empresas registradas en San Juan de la Costa fue de 75. El Índice de Complejidad Económica (ECI) en el mismo año fue de -0,88, mientras que las actividades económicas con mayor índice de Ventaja Comparativa Revelada (RCA) fueron Venta al por Menor de Carbón, Leña y Otros Combustibles de uso Doméstico (881,5), Cría de Ganado Bovino para Producción Lechera (96,15) y Venta al por Menor de Pescados, Mariscos y Productos Conexos (93,44).
Su actividad productiva es casi en su totalidad agrícola, pesquera y forestal; sin embargo en verano predomina el turismo principalmente en la zona litoral.

## Servicios

### Educación
Destaca también la Biblioteca Pública Municipal N°197 San Juan de la Costa, ubicada en el kilómetro 34 camino al mar en el sector de Puaucho, la cual ofrece a sus visitantes literatura variada e internet y capacitación gratis.

## Cultura
En el mes de febrero de 2023 se desarrolló la primera versión del Festival de pueblos originarios de América Latina, en el que participaran comunidades indígenas de diferentes países de América Latina.

## Lugares de interés
Esta comuna se caracteriza por poseer un gran litoral apropiado para el ecoturismo, destacándose los balnearios de Pucatrihue y Maicolpué, y el puerto de Bahía Mansa. Igualmente además de estos balnearios, en la comuna están ubicadas las playas de Trill Trill y Caleta Manzano.

## Transporte

### Conectividad
Hasta el día de hoy el acceso principal a San Juan de la Costa se encuentra totalmente asfaltado haciendo mucho más accesible el viaje que no demora más de entre una hora a hora y media desde el centro de la ciudad de Osorno. 
- En el noreste hacia Pucatrihue, se puede llegar hasta el Morro de la Virgen en vehículo con tracción simple por camino asfaltado; y luego cruzando el río Choroy-Traiguén, hasta la playa de Caleta Manzano.
- En el suroeste se puede viajar igualmente en vehículo con tracción simple hasta el mismo muelle de Bahía Mansa, como también hacia el sector de Maicolpue donde se puede recorrer la costanera asfaltada hasta el sector de Río Sur; posteriormente el acceso a la playa de Tril-Tril es casi exclusivo para vehículos de tracción 4x4 pero consta con una "huella" pavimentada para los más osados que quieren aventurarse en su vehículo de tracción simple, lo cual les dará una grata sorpresa al llegar.

## Medios de comunicación

### Radioemisoras
FM
- 88.9 MHz - Radio Océano (Bahía Mansa)
- 90.1 MHz - Radio La Voz de La Costa
- 95.7 MHz - Radio La Sabrosita (Osorno)